# سيغموند رود
سيغموند رود (بالنرويجية البوكمول: Sigmund Ruud)‏ هو متزلج قفز نرويجي، ولد في 30 ديسمبر 1907 في كونغسبرغ في النرويج، وتوفي في 7 أبريل 1994 في أوسلو في النرويج.

## وصلات خارجية
- سيغموند رود على موقع الاتحاد الدولي للتزلج (القفز التزلجي) (الإنجليزية)
- سيغموند رود على موقع أوليمبيديا (الإنجليزية)